# So You Think You Can Dance (Países Baixos)
So You Think You Can Dance é uma versão neerlandesa para o reality show original americano, também nomeado So You Think You Can Dance.